# Стационе (Лоди)
Стационе је насеље у Италији у округу Лоди, региону Ломбардија.
Према процени из 2011. у насељу је живело 70 становника. Насеље се налази на надморској висини од 64 м.